# پروتستانتیسم بر پایه کشور
از بین ۲٫۵ میلیارد مسیحی در جهان بین ۸۰۰ میلیون تا ۱ میلیارد نفر به پروتستانتیسم اعتقاد دارند. طبق آمارهای سال ۲۰۱۰ از بین این ۸۰۰ میلیون نفر ۳۰۰ میلیون جنوب صحرای بزرگ آفریقا، ۲۶۰ میلیون نفر در آمریکا، ۱۴۰ میلیون نفر در آسیا و اقیانوسیه، ۱۰۰ میلیون در اروپا و ۲ میلیون نفر در خاورمیانه و شمال آفریقا زندگی می‌کنند. پروتستان‌ها نزدیک به چهل درصد مسیحیان سراسر جهان و بیش از یک دهم کل جمعیت انسان‌ها را تشکیل می‌دهند.
در اروپا، کشورهایی که عمیقاً تحت تأثیر جریان اصلاحات دینی قرار گرفتند، پروتستانتیسم همچنان رایج‌ترین دین است. که شامل کشورهای نوردیک و بریتانیا می‌شود. در دیگر سنگرهای پروتستان‌ها مثل آلمان، هلند، سوئیس، لتونی، لتونی و مجارستان هنوز یکی از محبوب‌ترین ادیان بشمار می‌رود. جمهوری چک اگرچه یکی از مهم‌ترین مراکز پیشا- پروتستانیسم بوده مخصوصاً در جنبش هوسی‌ها که کلیسای کاتولیک را چندین سال درگیر کرد اما امروزه درصد کمی از جمعیت آن به پروتستانتیسم اعتقاد دارند. البته از دلایل گرایش کم می‌توان به فشارهای دودمان هابسبورگ که معتقد به کلیسای کاتولیک بودند و محدودیت‌های دوران حکومت کمونیستی و هم چنین سکولارسازی به صورت پیوسته نام برد. در مجموع تخمین زده می‌شود بین ۱۲٪ تا ۱۵٪ در سال ۲۰۰۹ در اروپا به پروتستانتیسم گرایش داشته باشند.
تغییرات در جمعیت معتقد به پروتستانتیسم در طول قرن گذشته قابل توجه بوده‌است. از سال ۱۹۰۰، پروتستانیسم به سرعت در آفریقا، آسیا، استرالیا و اقیانوسیه و آمریکای جنوبی گسترش یافت. این امر باعث شد که پروتستانیسم یک مذهب عمدتاً غیر غربی خوانده شود. پس از جنگ جهانی دوم، زمانی که استعمارزدایی از آفریقا به نتیجه رسید و لغو محدودیت‌های مختلف علیه پروتستان در کشورهای آمریکای لاتین رخ داد، با رشد قابل توجه جمعیت معتقدان به پروتستانیسم همراه شد. طبق یک منبع، پروتستان‌ها به ترتیب ۲٫۵٪ از آمریکایی‌های جنوبی، ۲٪ از آفریقایی‌ها و ۰٫۵٪ از آسیایی‌ها را در سال ۱۹۰۰ تشکیل می‌دادند. در سال ۲۰۰۰، این درصدها به ترتیب به ۱۷ درصد، بیش از ۲۷ درصد و ۵٫۵ درصد افزایش یافته بود. به گفته مارک ای. نول، ۷۹٪ از انگلیکان‌ها در سال ۱۹۱۰ در بریتانیا زندگی می‌کردند، در حالی که بقیه بیشتر در ایالات متحده آمریکا و در سراسر اتحادیه کشورهای همسود بریتانیا یافت می‌شدند. تا سال ۲۰۱۰، ۵۹ درصد از انگلیکان‌ها در آفریقا زندگی می‌کردند. چین خانه بزرگ‌ترین اقلیت پروتستان در جهان است.
پروتستانتیسم در حال گسترش در آفریقا، آسیا، آمریکای لاتین و اقیانوسیه است در حالی که در اروپا و آمریکای شمالی به استثنای فرانسه ثابت یا در حال کاهش است. طبق گفته برخی پروتستانیسم در روسیه نیز درحال گسترش است. با این حال، انتظار می‌رود تا سال ۲۰۵۰ کمتر از ۹ درصد پروتستان‌ها اروپایی باشند و در حدود سال ۲۰۴۰ نیمی از پروتستان‌ها احتمالاً در آفریقا زندگی خواهند کرد. و در کل پیش‌بینی می‌شود تا سال ۲۰۵۰، پروتستانتیسم به کمی بیش از نیمی از کل جمعیت مسیحی جهان برسد.
به گفته مارک یورگنسمایر از دانشگاه کالیفرنیا، پروتستانیسم در کنار اسلام، پویاترین جنبش مذهبی‌های در جهان معاصر است. طبق گفته‌های دانشمندان و منابع مختلف، اسلام سریع‌ترین دین در حال رشد در جهان است.

## نقشه‌ها

### اروپا

گسترش تقریبی پروتستانتیسم پس از اصلاحات دینی و پس از ضد اصلاحات دینی.
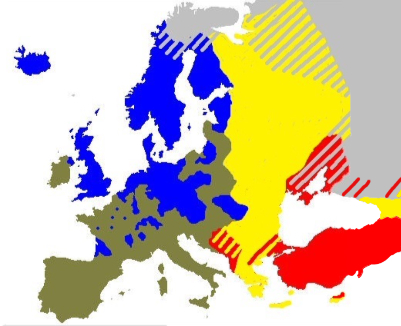
گسترش تقریبی پروتستانتیسم در اوج اصلاحات.
اصلاحات پروتستان در اوج خود.
بعد از حرکت ضد پروتستانی
بعد از فرمان فونتنبلو
رشد در دوران مدرن